# Heinrich Hocke
Heinrich Hocke (* 2. Dezember 1825 in Zennern im Schwalm-Eder-Kreis; † 4. Oktober 1887 ebenda) war ein deutscher Bürgermeister und Mitglied der kurhessischen Ständeversammlung.

## Leben
Heinrich Hocke war in seiner Heimatgemeinde als Bürgermeister tätig, als er in dieser Funktion im Jahre 1852 ein Mandat für die Zweite Kammer der kurhessischen Ständeversammlung erhielt. Er wurde im Wahlkreis Fritzlar gewählt, zählte zu den regierungsfreundlichen und blieb bis 1854 in dem Parlament. Dieses wurde nach den Unruhen im Jahre 1830 zum Zweck der Beratung und Verabschiedung einer Verfassung gebildet und hatte bis 1866 Bestand, als das Land Hessen durch Preußen annektiert wurde.